# كورت ويلش
كورت ويلش (بالإنجليزية: Curt Welch)‏ هو لاعب كرة قاعدة أمريكي، ولد في 11 فبراير 1862 في إيست ليفربول في الولايات المتحدة، وتوفي في 29 أغسطس 1896.

## وصلات خارجية
- كورت ويلش على موقعبيزبول رفرنس.كوم (الدوري الرئيسي) (الإنجليزية)
- كورت ويلش على موقعبيزبول رفرنس.كوم (الدوري الثانوي) (الإنجليزية)